# Льинарес, Марк
Марк Льинарес Барраган (исп. Marc Llinares Barragán; род. 26 августа 1999, Барселона) — испанский футболист, защитник шведского «Хаммарбю».

## Клубная карьера
На юношеском уровне выступал за молодёжные команды «Эспаньола», «Вильярреала» и «Дамма». Взрослую карьеру начал во второй команде «Мальорки», выступавшую в Терсере. 31 января 2020 года подписал контракт с «Альхесирасом». В его составе дебютировал в первом дивизионе RFEF 23 февраля того же года в игре с «Картахеной», появившись на поле в стартовом составе. За полтора года, проведённых в клубе, принял участие в 24 матчах, в которых забил три мяча. В июне 2021 года подписал трёхлетний контракт с «Альбасете». 25 августа 2022 года на правах аренды на один год перешёл во вторую команду «Осасуны».
22 июля 2023 года присоединился к шведскому «Хаммарбю», с которым заключил контракт, рассчитанный на три года. 20 августа в матче с «Кальмаром» дебютировал за клуб в чемпионате Швеции, заменив на 55-й минуте Эдвина Куртулуша.

## Клубная статистика
| Выступление      | Выступление          | Выступление      | Лига | Лига | Кубки | Кубки | Конт. кубки | Конт. кубки | Итого | Итого |
| Клуб             | Лига                 | Сезон            | Игры | Голы | Игры  | Голы  | Игры        | Голы        | Игры  | Голы  |
| ---------------- | -------------------- | ---------------- | ---- | ---- | ----- | ----- | ----------- | ----------- | ----- | ----- |
| Мальорка B       | Терсера              | 2018/19          | 16   | 0    | 0     | 0     | 0           | 0           | 16    | 0     |
| Мальорка B       | Итого                | Итого            | 16   | 0    | 0     | 0     | 0           | 0           | 16    | 0     |
| Альхесирас       | Первый дивизион RFEF | 2019/20          | 3    | 0    | 0     | 0     | 0           | 0           | 3     | 0     |
| Альхесирас       | Первый дивизион RFEF | 2020/21          | 24   | 3    | 0     | 0     | 0           | 0           | 24    | 3     |
| Альхесирас       | Итого                | Итого            | 27   | 3    | 0     | 0     | 0           | 0           | 27    | 3     |
| Альбасете        | Первый дивизион RFEF | 2021/22          | 20   | 0    | 2     | 0     | 0           | 0           | 22    | 0     |
| Альбасете        | Итого                | Итого            | 20   | 0    | 2     | 0     | 0           | 0           | 22    | 0     |
| → Осасуна B      | Первый дивизион RFEF | 2022/23          | 29   | 1    | 0     | 0     | 0           | 0           | 29    | 1     |
| → Осасуна B      | Итого                | Итого            | 29   | 1    | 0     | 0     | 0           | 0           | 29    | 1     |
| Хаммарбю         | Алльсвенскан         | 2023             | 6    | 0    | 1     | 0     | 0           | 0           | 7     | 0     |
| Хаммарбю         | Итого                | Итого            | 6    | 0    | 1     | 0     | 0           | 0           | 7     | 0     |
| Всего за карьеру | Всего за карьеру     | Всего за карьеру | 98   | 4    | 3     | 0     | 0           | 0           | 101   | 4     |